# The Kids Are Alright (album)
Pour les articles homonymes, voir The Kids Are Alright.
Albums de The Who
Odds and Sods
(1974) Thirty Years of Maximum R&B
(1994)
The Kids are Alright est la bande originale extraite du documentaire du même nom paru en 1979.
C'est un double album contenant 17 titres ainsi qu'un livret de 20 pages (dans l'édition française).
Sur la couverture, les membres du groupe The Who sont endormis côte à côte en position assise et enveloppés dans le drapeau du Royaume-Uni.

## Titres
Un astérisque marque les morceaux absents du film.
| 1.  | My Generation            | Townshend          | The Smothers Brothers Comedy Hour, 15 septembre 1967 | 4:29 |
| 2.  | I Can't Explain          | Townshend          | Shindig!, 3 août 1965                                | 2:01 |
| 3.  | Happy Jack*              | Townshend          | Université de Leeds, 14 février 1970                 | 2:11 |
| 4.  | I Can See for Miles      | Townshend          | The Smothers Brothers Comedy Hour, 15 septembre 1967 | 4:15 |
| 5.  | Magic Bus                | Townshend          | Beat-Club, 12 octobre 1968                           | 3:22 |
| 6.  | Long Live Rock           | Townshend          | Studios Olympic (Londres), 5 juin 1972               | 3:56 |
| 7.  | Anyway, Anyhow, Anywhere | Daltrey, Townshend | Ready Steady Go!, 1er juillet 1965                   | 2:49 |
| 8.  | Young Man Blues          | Allison            | The Coliseum (Londres), 14 décembre 1969             | 5:44 |
| 9.  | My Wife*                 | Entwistle          | Gaumont State Theatre (Kilburn), 15 décembre 1977    | 5:58 |
| 10. | Baba O'Riley             | Townshend          | Shepperton Studios (Londres), 25 mai 1978            | 5:25 |

| 1. | A Quick One, While He's Away                               | Townshend                        | The Rock and Roll Circus, 10 décembre 1968    | 7:23 |
| 2. | Tommy, Can You Hear Me?                                    | Townshend                        | Beat-Club, 27 septembre 1969                  | 1:45 |
| 3. | Sparks                                                     | Townshend                        | Woodstock, 17 août 1969                       | 3:00 |
| 4. | Pinball Wizard                                             | Townshend                        | Woodstock, 17 août 1969                       | 2:47 |
| 5. | See Me, Feel Me                                            | Townshend                        | Woodstock, 17 août 1969                       | 5:19 |
| 6. | Join Together / Road Runner / My Generation Blues (Medley) | Townshend / McDaniel / Townshend | Pontiac Silverdome (Pontiac), 6 décembre 1975 | 9:50 |
| 7. | Won't Get Fooled Again                                     | Townshend                        | Shepperton Studios (Londres), 25 mai 1978     | 9:21 |

## The Who
- Roger Daltrey : chant, harmonica
- Pete Townshend : guitares, synthétiseur, chant
- John Entwistle : basse, cuivres, chant
- Keith Moon : batterie, percussions